# Dikhukhung
Dikhukhung è un villaggio del Botswana situato nel distretto Meridionale, sottodistretto di Barolong. Il villaggio, secondo il censimento del 2011, conta 279 abitanti.

## Località
Nel territorio del villaggio sono presenti le seguenti 1 località:
- Ditshukudung di 12 abitanti